# Aek Muara Pinang
Aek Muara Pinang is een bestuurslaag in het regentschap Sibolga van de provincie Noord-Sumatra, Indonesië. Aek Muara Pinang telt 4848 inwoners (volkstelling 2010).